# Dasumia diomedea
Dasumia diomedea är en spindelart som beskrevs av Lodovico di Caporiacco 1947. Dasumia diomedea ingår i släktet Dasumia och familjen ringögonspindlar.
Artens utbredningsområde är Italien. Inga underarter finns listade i Catalogue of Life.